# Jocelyn Angloma
Jocelyn Angloma, né le 7 août 1965 aux Abymes en Guadeloupe, est un footballeur international et entraîneur français. Comme joueur, il a évolué au poste d'arrière droit.

## Biographie
Jocelyn Angloma honore sa première sélection le 13 octobre 1990 avec l'équipe de France contre la Tchécoslovaquie et marque son seul but le 5 juin 1996 contre l'équipe d'Arménie. Il participe aux championnats d'Europe 1992 et 1996. Au cours de cette compétition, il perd sa place au profit de Lilian Thuram.
Angloma joue pour plusieurs grands clubs français et européens, remportant la Ligue des Champions avec l'Olympique de Marseille en 1993, battant en finale le Milan AC de Marco van Basten, notamment. Joueur d'une exceptionnelle longévité, titulaire dans l'équipe première du club espagnol du Valence CF à 36 ans passés, il prend sa retraite professionnelle en 2002 à l'âge de 37 ans. Il est nommé meilleur arrière droit de tous les temps par les supporters valencians. Il joue par la suite lors des matchs de bienfaisance de l'association France 98.
Dès l'année suivante, l'Étoile de Morne-à-l'Eau, le club amateur de ses débuts en Guadeloupe, le sollicite à 38 ans pour participer au match de 7e tour de Coupe de France face au SO Romorantin le 22 novembre 2003 au stade de Baie-Mahault. Angloma se laisse convaincre de rechausser les crampons avec réussite puisque Morne-à-l'Eau s’impose (2-2 ap) (4-2 au t.a.b) en revenant deux fois au score pendant le temps règlementaire et pendant la prolongation. L'Étoile est finalement éliminée au tour suivant par l'US Boulogne (4-1) le 13 décembre 2003 au stade Yves-du-Manoir à Colombes en région parisienne. Retrouvant le goût du terrain et ses sensations, il décide de prolonger cette aventure en championnat.
En 2006, Jocelyn Angloma est recruteur pour le LOSC pour la zone Antilles-Amérique du Sud, installé dans son île natale.
On le retrouve en équipe de Guadeloupe le 24 novembre 2006, contre la République dominicaine. Il participe aux qualifications de la Coupe caribéenne des nations (Digicel Cup 2007), où la sélection termine 4e et se qualifie pour la Gold Cup. Jocelyn Angloma devient champion de Guadeloupe 2007 avec son club de l'Étoile de Morne-à-l'Eau.
Six mois après la Coupe caribéenne des nations, il joue avec son équipe la Gold Cup en juin et juillet 2007 aux États-Unis. Le 20 juin 2007, son équipe se qualifie pour la demi-finale en battant le Honduras (2-1) avec un but de Jocelyn Angloma. Le joueur annonce qu'il prend sa retraite sportive après cette compétition, à 41 ans.
De 2009 à 2015, il est entraîneur de son club formateur, l'Étoile de Morne-à-l'Eau, avec lequel il remporte la Coupe de Guadeloupe de football en 2015. Angloma est aussi entraîneur-adjoint de l'équipe de Guadeloupe dont il finit par être le sélectionneur, nommé le 29 décembre 2017.
En 2022, le magazine So Foot le classe dans le top 1000 des meilleurs joueurs du championnat de France, à la 104e place.

## Statistiques
Le tableau ci-dessous retrace les statistiques de Jocelyn Angloma durant sa carrière professionnelle.

| Saison                | Club                   | Championnat           | Championnat | Championnat | Coupe(s) nationale(s) | Coupe(s) nationale(s) | Compétition(s) continentale(s) | Compétition(s) continentale(s) | Compétition(s) continentale(s) | France | France | Total | Total |
| Saison                | Club                   | Division              | M.          | B.          | M.                    | B.                    | Comp.                          | M.                             | B.                             | M.     | B.     | M.    | B.    |
| 1985-1986             | Stade rennais FC       | Division 1            | 6           | 0           | 9                     | 1                     | -                              | -                              | -                              | -      | -      | 15    | 1     |
| 1986-1987             | Stade rennais FC       | Division 1            | 31          | 1           | 2                     | 0                     | -                              | -                              | -                              | -      | -      | 33    | 1     |
| 1987-1988             | Lille OSC              | Division 1            | 32          | 3           | 4                     | 0                     | -                              | -                              | -                              | -      | -      | 36    | 3     |
| 1988-1989             | Lille OSC              | Division 1            | 26          | 3           | 5                     | 0                     | -                              | -                              | -                              | -      | -      | 31    | 3     |
| 1989-1990             | Lille OSC              | Division 1            | 34          | 7           | 3                     | 0                     | -                              | -                              | -                              | -      | -      | 37    | 7     |
| 1990-1991             | Paris Saint-Germain    | Division 1            | 36          | 6           | 3                     | 0                     | -                              | -                              | -                              | 2      | 0      | 41    | 6     |
| 1991-1992             | Olympique de Marseille | Division 1            | 32          | 2           | 3                     | 0                     | C1                             | 4                              | 1                              | 10     | 0      | 49    | 3     |
| 1992-1993             | Olympique de Marseille | Division 1            | 31          | 1           | 2                     | 0                     | C1                             | 9                              | 0                              | 2      | 0      | 44    | 1     |
| 1993-1994             | Olympique de Marseille | Division 1            | 23          | 0           | 2                     | 0                     | -                              | -                              | -                              | 3      | 0      | 28    | 0     |
| 1994-1995             | Torino Calcio          | Serie A               | 29          | 4           | 1                     | 1                     | -                              | -                              | -                              | 8      | 0      | 38    | 5     |
| 1995-1996             | Torino Calcio          | Serie A               | 31          | 3           | 1                     | 0                     | -                              | -                              | -                              | 12     | 1      | 44    | 4     |
| 1996-1997             | Inter Milan            | Serie A               | 30          | 1           | 6                     | 0                     | C3                             | 10                             | 2                              | -      | -      | 46    | 3     |
| 1997-1998             | Valence CF             | Primera División      | 32          | 3           | 5                     | 1                     | -                              | -                              | -                              | -      | -      | 37    | 4     |
| 1998-1999             | Valence CF             | Primera División      | 29          | 1           | 6                     | 1                     | CI+C3                          | 7                              | 0                              | -      | -      | 42    | 2     |
| 1999-2000             | Valence CF             | Primera División      | 30          | 1           | 2                     | 0                     | C1                             | 16                             | 0                              | -      | -      | 48    | 1     |
| 2000-2001             | Valence CF             | Primera División      | 27          | 0           | 1                     | 0                     | C1                             | 18                             | 1                              | -      | -      | 46    | 1     |
| 2001-2002             | Valence CF             | Primera División      | 3           | 0           | 0                     | 0                     | C3                             | 1                              | 0                              | -      | -      | 4     | 0     |
| Total sur la carrière | Total sur la carrière  | Total sur la carrière | 462         | 36          | 55                    | 4                     | -                              | 65                             | 4                              | 37     | 1      | 619   | 45    |

| 0   | Date        | Lieu                                    | Compétition  | Résultat | Adversaire | Détail | Détail        | Détail | Sél. |
| --- | ----------- | --------------------------------------- | ------------ | -------- | ---------- | ------ | ------------- | ------ | ---- |
| 1er | 5 juin 1996 | Stadium Nord, Villeneuve-d'Ascq, France | Match amical | V 2-0    | Arménie    | 16e    | du pied droit | 1-0    | 35e  |

| #  | Date             | Lieu                                              | Adversaire             | Résultats | Compétitions                      |
| -- | ---------------- | ------------------------------------------------- | ---------------------- | --------- | --------------------------------- |
| 1. | 24 novembre 2006 | Bourda Cricket Ground, Georgetown, Guyana         | République dominicaine | 3-0       | Coupe caribéenne des nations 2007 |
| 2. | 14 janvier 2007  | Stade Manny-Ramjohn, Marabella, Trinité-et-Tobago | Cuba                   | 2-1       | Coupe caribéenne des nations 2007 |
| 3. | 9 juin 2007      | Orange Bowl, Miami, États-Unis                    | Canada                 | 1-0       | Gold Cup 2007                     |
| 4. | 17 juin 2007     | Reliant Stadium, Houston, États-Unis              | Honduras               | 2-1       | Gold Cup 2007                     |

## Palmarès joueur

### En club
- Vainqueur de la Ligue des Champions en 1993 avec l'Olympique de Marseille
- Champion de France en 1992 avec l'Olympique de Marseille
- Champion d'Espagne en 2002 avec le Valence CF
- Champion de Guadeloupe en 2007  avec l'Étoile de Morne-à-l'Eau
- Vainqueur de la Coupe d'Espagne en 1999 avec le Valence CF
- Vainqueur de la Supercoupe d'Espagne en 1999 avec le Valence CF
- Vainqueur de la Coupe Intertoto en 1998 avec le Valence CF
- Finaliste de la Ligue des Champions en 2000 et en 2001 avec le Valence CF
- Finaliste de la Coupe de l'UEFA en 1997 avec l'Inter Milan
- Vice-champion de France en 1994 avec l'Olympique de Marseille

### Titres mineurs en club
- Finaliste du Trophée Joan Gamper en 1991 avec l'Olympique de Marseille
- Vainqueur du Tournoi de Paris en 1991 avec l'Olympique de Marseille
- Deuxième de la Coupe de la Méditerranée en 1991 avec l'Olympique de Marseille
- Vainqueur du Trofeo Copa Fuji en 1997 avec le Valence CF
- Vainqueur du Trophée Naranja en 1998, en 1999 et en 2001 avec le Valence CF
- Vainqueur du Trofeo Copa Generalitat en 1999 et en 2001 avec le Valence CF
- Vainqueur du Trofeo de la Cerámica en 2001 avec le Valence CF

### En équipe de France
- Champion d'Europe Espoirs en 1988
- Vainqueur de la Coupe Kirin en 1994

### Distinctions individuelles et records
- Membre de l'équipe-type du Championnat d'Europe des Nations en 1992
- Membre de l'équipe-type européenne de la saison ESM en 1997, en 2000 et en 2001
- Membre de l'équipe du siècle du Valence CF en 2009
- Membre de l'équipe de l'année World Soccer Awards avec l'équipe de France en 1991
- Membre de l'équipe européenne de l'année France Football avec l'équipe de France en 1991
- Membre du club de l’année France Football en 1992 avec l'Olympique de Marseille
- Membre de l'Olympique de Marseille remportant la Ligue des Champions en 1993 sans perdre un match
- Membre de l'équipe de France remportant tous ses matchs éliminatoires à l'Euro 1992 (une première à l'époque)
- Membre de l'équipe de France alignant 19 matchs sans défaite entre mars 1989 et le 19 février 1992 (record de l'époque)
- Membre de l'équipe de France alignant 30 matchs sans défaite entre février 1994 et octobre 1996 (record actuel)

## Palmarès entraîneur
- Vainqueur de la Coupe de Guadeloupe en 2015 avec l'Étoile de Morne-à-l'Eau